# 분수 아이디얼
가환대수학과 대수적 수론에서 분수 아이디얼(分數ideal, 영어: fractional ideal)은 분모가 허용되는, 아이디얼의 일반화이다. 아이디얼 유군을 정의할 때 사용된다.

## 정의

### 분수 아이디얼
가환환 {\displaystyle R}가 주어졌다고 하고, 그 전분수환을 {\displaystyle \operatorname {Frac} (R)}라고 하자. {\displaystyle R}의 분수 아이디얼 {\displaystyle {\mathfrak {I}}\subseteq \operatorname {Frac} R}는 다음 두 조건을 만족시키는 집합이다.
- {\displaystyle {\mathfrak {I}}}는 {\displaystyle R}에 대한 가군을 이룬다. 즉, 다음이 성립한다.
  - {\displaystyle I}는 덧셈에 대하여 닫혀 있다. 즉, 임의의 {\displaystyle a,b\in {\mathfrak {I}}}에 대하여, {\displaystyle a+b\in {\mathfrak {I}}}이다.
  - 임의의 {\displaystyle r\in R} 및 {\displaystyle a\in {\mathfrak {I}}}에 대하여, {\displaystyle ra\in {\mathfrak {I}}}이다.
- {\displaystyle r{\mathfrak {I}}\subseteq R}인 {\displaystyle r\in R}가 존재한다.

두 분수 아이디얼 {\displaystyle {\mathfrak {I}},{\mathfrak {J}}}의 곱은 다음과 같다.
{\displaystyle {\mathfrak {I}}{\mathfrak {J}}=\left\{a_{1}b_{1}+\cdots +a_{n}b_{n}\colon a_{1},\dots ,a_{n}\in {\mathfrak {I}},\;b_{1},b_{2},\dots ,b_{n}\in {\mathfrak {J}},\;n\in \mathbb {N} \right\}}
이는 결합 법칙과 교환 법칙을 만족시키며, {\displaystyle R}는 곱셈에 대한 항등원을 이룬다 ({\displaystyle {\mathfrak {I}}R=R{\mathfrak {I}}={\mathfrak {I}}}). 따라서, 정역 {\displaystyle R}의 분수 아이디얼들의 집합 {\displaystyle \operatorname {FracIdeal} (R)}은 곱셈에 대하여 가환 모노이드를 이룬다.
분수 아이디얼들의 가환 모노이드의 가역원을 가역 분수 아이디얼(영어: invertible fractional ideal)이라고 하며, 가역 분수 아이디얼들은 아벨 군 {\displaystyle \operatorname {FracIdeal} (R)^{\times }\subsetneq \operatorname {FracIdeal} (R)}을 이룬다.
두 분수 아이디얼 {\displaystyle {\mathfrak {I}},{\mathfrak {J}}\subseteq \operatorname {Frac} R}의 합
{\displaystyle {\mathfrak {I}}+{\mathfrak {J}}=\{a+b\colon a\in {\mathfrak {I}},b\in {\mathfrak {J}}\}}
역시 분수 아이디얼을 이룬다. (이는 만약 {\displaystyle r,s\in R}에 대하여 {\displaystyle r{\mathfrak {I}},s{\mathfrak {J}}\subseteq R}라면 {\displaystyle rs({\mathfrak {I}}+{\mathfrak {J}})\subseteq R}이기 때문이다.) 이는 결합 법칙과 교환 법칙을 만족시키며, 영 아이디얼 {\displaystyle \{0\}}은 그 항등원을 이룬다. 또한, 곱셈에 대하여 분배 법칙 역시 성립하므로, {\displaystyle \operatorname {FracIdeal} (R)}는 반환을 이룬다.
유한 또는 무한 개의 분수 아이디얼들 {\displaystyle ({\mathfrak {I}}_{i})_{i\in I}}의 교집합
{\displaystyle \bigcap _{i\in I}{\mathfrak {I}}}
역시 분수 아이디얼을 이룬다. 그러나 ({\displaystyle \operatorname {Frac} R} 자체는 일반적으로 분수 아이디얼이 아니므로) 이 연산은 일반적으로 항등원을 갖지 않는다.

### 주 분수 아이디얼
다음과 같은 곱셈 모노이드 준동형이 존재한다.
{\displaystyle (\operatorname {Frac} R,\times )\to (\operatorname {FracIdeal} (R),\times )}
{\displaystyle a\mapsto Ra=\{ra\colon r\in R\}}
{\displaystyle (Ra)(Rb)=R(ab)\qquad \forall a,b\in R}
그러나 일반적으로 {\displaystyle Ra+Rb\neq R(a+b)}이므로 이는 반환의 준동형을 이루지 못한다.
{\displaystyle R}의 주 분수 아이디얼(主分數ideal, 영어: principal fractional ideal)의 집합 {\displaystyle \operatorname {PrFracIdeal} (R)\subseteq \operatorname {FracIdeal} (R)}은 이 모노이드 준동형의 치역이다. 즉, 주 분수 아이디얼은 {\displaystyle Ra}의 꼴로 나타낼 수 있는 분수 아이디얼이다.
이 모노이드 준동형의 핵은 다음과 같다.
{\displaystyle Ra=Rb\iff \exists u\in R^{\times }\colon a=ub}
즉, 다음과 같다.
{\displaystyle \operatorname {PrFracIdeal} (R)^{\times }\cong {\frac {\operatorname {Frac} (R)^{\times }}{R^{\times }}}}

### 인자 아이디얼
{\displaystyle \operatorname {Frac} R}의 {\displaystyle R}-부분 가군 {\displaystyle {\mathfrak {I}}}에 대하여, 다음 기호를 정의하자.
{\displaystyle (R:{\mathfrak {I}})=\{a\in \operatorname {Frac} R\colon a{\mathfrak {I}}\subseteq R\}}
즉, {\displaystyle (R:(R:{\mathfrak {I}}))}는 {\displaystyle {\mathfrak {I}}}를 부분 집합으로 포함하는 모든 주 분수 아이디얼들의 교집합이다.
만약 분수 아이디얼 {\displaystyle {\mathfrak {I}}}가
{\displaystyle {\mathfrak {I}}=(R:(R:{\mathfrak {I}}))}
를 만족시킨다면, {\displaystyle {\mathfrak {I}}}를 인자 아이디얼(因子ideal, 영어: divisorial ideal)이라고 한다. 그 집합을 {\displaystyle \operatorname {DivIdeal} (R)}로 표기하자.
{\displaystyle \operatorname {DivIdeal} (R)} 위에 다음과 같은 곱을 정의할 수 있다.
{\displaystyle {\mathfrak {I}}\cdot {\mathfrak {J}}=(R:(R:{\mathfrak {I}}{\mathfrak {J}}))}
이 곱에 대하여 {\displaystyle \operatorname {DivIdeal} (R)}는 가환 모노이드를 이룬다. 만약 {\displaystyle R}가 뇌터 정수적으로 닫힌 정역의 경우 이는 아벨 군을 이루며, 이 경우 {\displaystyle I}의 역원은 {\displaystyle (R:I)}이다.
{\displaystyle a\in (\operatorname {Frac} R)^{\times }}에 대하여 {\displaystyle (R:Ra)=Ra^{-1}}이므로, 모든 가역 주 분수 아이디얼은 인자 아이디얼이다. 보다 일반적으로, 모든 가역 분수 아이디얼은 인자 아이디얼이며, 이 경우 {\displaystyle (R:{\mathfrak {I}})={\mathfrak {I}}^{-1}}이다.

## 성질
임의의 정역 {\displaystyle R}에서, 다음과 같은 포함 관계가 성립한다.
{\displaystyle {\begin{matrix}&\operatorname {FracIdeal} (R)^{\times }&\subseteq &\operatorname {DivIdeal} (R)&\subsetneq &\operatorname {FracIdeal} (R)\\&\cup &&&&\cup \\\operatorname {PrFracIdeal} (R)\cap \operatorname {FracIdeal} (R)^{\times }=&\operatorname {PrFracIdeal} (R)^{\times }&&\subsetneq &&\operatorname {PrFracIdeal} (R)\end{matrix}}}

### 크룰 정역
크룰 정역에서, 인자의 이론은 인자 아이디얼을 통해 전개할 수 있다. 크룰 정역 {\displaystyle R}에서 높이가 1인 소 아이디얼들은 인자 아이디얼을 이루며, {\displaystyle \operatorname {DivIdeal} (R)}를 생성한다.
이 경우, 몫군
{\displaystyle {\frac {\operatorname {DivIdeal} (R)}{\operatorname {PrFracIdeal} (R)^{\times }}}=\operatorname {Div} (R)}
을 {\displaystyle R}의 인자 유군이라고 하며, 이는 아이디얼 유군을 부분군으로 갖는다.

### 데데킨트 정역
데데킨트 정역의 경우, 0이 아닌 모든 분수 아이디얼이 가역 분수 아이디얼이다. 즉, 다음이 성립한다.
주 아이디얼 ⊆ 주 분수 아아디얼 ⊆ {(0)} ∪ 가역 분수 아이디얼 = 인자 아이디얼 = 분수 아이디얼
구체적으로, 정역 {\displaystyle R}에 대하여 다음 두 조건이 서로 동치이다.
- {\displaystyle R}는 데데킨트 정역이다.
- {\displaystyle R}의 0이 아닌 모든 분수 아이디얼은 가역 분수 아이디얼이다.

이 경우, 몫군
{\displaystyle {\frac {\operatorname {FracIdeal} (R)}{\operatorname {PrFracIdeal} (R)}}=\operatorname {Cl} (R)}
을 {\displaystyle R}의 아이디얼 유군이라고 한다.
두 데데킨트 정역 {\displaystyle R\subseteq S}이 주어졌으며, {\displaystyle S}가 {\displaystyle R}의 (분수체 {\displaystyle \operatorname {Frac} S} 속의) 정수적 폐포라고 한다면, 아이디얼 노름이라는 곱셈 모노이드 준동형
{\displaystyle \operatorname {N} _{S/R}\colon \operatorname {FracIdeal} S\to \operatorname {FracIdeal} R}
을 정의할 수 있으며, 이는 (주 분수 아이디얼에 대하여 적용한다면) 체 노름의 일반화이다.

### 유일 인수 분해 정역
유일 인수 분해 정역의 경우, 모든 인자 아이디얼은 주 분수 아이디얼이다. 즉, 유일 인수 분해 정역의 경우 다음이 성립한다.
주 아이디얼 ⊆  {(0)} ∪ 가역 분수 아이디얼 = 주 분수 아아디얼 = 인자 아이디얼 ⊆ 분수 아이디얼
구체적으로, 정역 {\displaystyle R}에 대하여 다음 두 조건이 서로 동치이다.
- {\displaystyle R}는 유일 인수 분해 정역이다.
- {\displaystyle R}는 크룰 정역이며, 모든 인자 아이디얼은 주 분수 아이디얼이다.

### 주 아이디얼 정역과 체
주 아이디얼 정역은 데데킨트 정역이자 유일 인수 분해 정역이므로, 다음이 성립한다.
주 아이디얼 = 아이디얼 ⊆ {(0)} ∪ 가역 분수 아이디얼 = 주 분수 아아디얼 = 인자 아이디얼 = 분수 아이디얼
체에서는 아이디얼이 {\displaystyle (0)}과 {\displaystyle (1)}밖에 없다. 이 경우, 다음이 성립한다.
주 아이디얼 = 아이디얼 = {(0)} ∪ 가역 분수 아이디얼 = 주 분수 아아디얼 = 인자 아이디얼 = 분수 아이디얼 = {(0), (1)}

## 예
정수환 {\displaystyle \mathbb {Z} }의 경우, 임의의 유리수 {\displaystyle p/q\in \mathbb {Q} }에 대하여
{\displaystyle (p/q)={\frac {p}{q}}\mathbb {Z} =\{np/q\colon n\in \mathbb {Z} \}}
는 정수환의 분수 아이디얼이다. 이는 {\displaystyle p/q\in \mathbb {Q} }에 의하여 생성되므로, 주 분수 아이디얼이다. 정수환은 주 아이디얼 정역이므로, 모든 분수 아이디얼이 이러한 꼴이다.
만약 {\displaystyle p/q\neq 0}이라면
{\displaystyle (\mathbb {Z} :(p/q))={\frac {q}{p}}\mathbb {Z} =(q/p)}
이며,
{\displaystyle (\mathbb {Z} :(q/p))={\frac {1}{n}}\mathbb {Z} }
이다. 따라서 이는 인자 아이디얼을 이룬다. 만약 {\displaystyle p/q=0}이라면,
{\displaystyle (\mathbb {Z} :(0))=\mathbb {Q} }
{\displaystyle (\mathbb {Z} :\mathbb {Q} )=(0)}
이므로, 영 아이디얼 역시 인자 아이디얼이다.